# Clinodiplosis contariniperda
Clinodiplosis contariniperda är en tvåvingeart som först beskrevs av Del Guercio 1918.  Clinodiplosis contariniperda ingår i släktet Clinodiplosis och familjen gallmyggor.
Artens utbredningsområde är Italien. Inga underarter finns listade i Catalogue of Life.